# FK Shusha
FK Shusha was een Azerbeidzjaanse voetbalclub uit Şuşa, Nagorno-Karabach maar speelde in Bakoe. De club is opgericht in 2009 en speelt in de Azərbaycan Birinci Divizionu met een zesde plaats in 2013/14 als beste resultaat. In 2015 werd de club ontbonden.